# Быстров-Коннов, Яков Георгиевич
Яков Георгиевич Быстров-Коннов (5 января 1893, с. Елшанка, Елшанская волость, Саратовский уезд, Саратовская губерния — 4 февраля 1969, Ленинград) — советский военачальник, генерал-майор (27 января 1943). Участник Первой мировой, Гражданской и Великой Отечественной войн.

## Биография
В 1916 году в Пскове окончил школу прапорщиков Западного фронта, в 1917 году прошёл офицерские повторные курсы при 48-й пехотной бригаде в городе Торжок, в 1929 году курсы «Выстрел». В 1940 году окончил Курсы усовершенствования высшего начальствующего состава (КУВНАС) при Академии Генштаба РККА.
После начала Первой мировой войны был мобилизован на военную службу в августе 1914 года и зачислен в 560-ю пехотную Саратовскую дружину. Во время Октябрьской революции служил командиром роты в 298-м пехотном запасном полку в городе Городок. Во время Гражданской войны в 1918 год вступил в РККА, воевал на Уральском и Южном фронте. В августе 1921 года возглавлял 2-е Владикавказские командные курсы РККА. С сентября 1925 года возглавлял 190-й стрелковый полк 64-й стрелковой дивизии.
После прохождения в 1940 году Курсов усовершенствования высшего начальствующего состава (КУВНАС) при Академии Генштаба РККА, был назначен старшим инспектором 1-го отдела Инспекции пехоты Красной армии. С началом Великой Отечественной войны, 28 июня 1941 года под командованием генерал-лейтенанта Трифона Шевалдина был направлен на Северо- Западный фронт для проведения работ по сооружению оборонительных рубежей. С августа по ноябрь — начальник отдела боевой подготовки штаба Ленинградского военного округа.
С ноября 1941 года возглавлял бригаду выздоравливающих Ленинградского фронта, с августа 1942 года командовал 36-й запасной стрелковой бригадой.
Был дважды награжден Орденами Красного Знамени (17.06.1943, 22.07.1944) за обучение и формирование пополнений для частей Ленинградского фронта. С 1 июня 1944 года был назначен командиром 36-й запасной стрелковой дивизии, сформированной на базе 36-й запасной стрелковой бригады, и в этой должности находился до конца войны.
После окончания войны с августа 1945 года возглавлял курсы усовершенствования офицеров пехоты ЛВО, а с ноября 1947 года был начальником Объединенных Курсов усовершенствования офицерского состава округа. С 1951 года — начальник военной кафедры Ленинградского института советской торговли.
Закончил службу в 1955 году в звании генерал-майора. Умер в Ленинграде 4 февраля 1969 года.

## Награды
- Орден Ленина (21.02.1944)[2];
- 3 ордена Красного Знамени (17.06.1943, 22.07.1944, 03.11.1944);
- Орден Красной Звезды (22 февраля 1938 года);
- Юбилейная медаль «XX лет Рабоче-Крестьянской Красной Армии» (22.02.1938);
- Медали «За оборону Ленинграда».